# Кардецький Валерій Якович
Вале́рій Я́кович Кардецький (нар. 23 квітня 1968, Тирасполь, СРСР) — колишній український футзаліст, виступав за низку українських клубів і карагандинський «Тулпар». Майстер спорту України. 

## Біографія
У 22 роки Кардецький отримав важку травму спини при грі у футбол. Після цього 6 років не грав, але у 1996 році вирішив спробувати свої сили у футзалі і потрапив в «Локомотив» Одеса. Перші півроку довелося відіграти за «Локомотив-2» на першість області. В наступному сезоні став основним воротарем «Локомотива». Перед другим колом в команду перейшов основний воротар збірної України Олег Зозуля, який і посів місце у старті. 
У кінці сезону 1998/1999 перейшов в «Корпію-Політехнік», за яку встиг зіграти лише у Кубку України, але у команди виникли фінансові проблеми і Кардецький повернувся в Одесу. Через деякий час його знову запросили у Київ, але в іншу команду - «Уніспорт-Будстар». На наступний сезон команда виграла чемпіонство, але через фінансові проблеми припинила своє існування.
Після Києва Кардецький мав перейти у запорізький «Запоріжкокс», але опинився у іншій запорізькій команді «Дніпроспецсталь». У першому ж сезоні у складі нової команди виграв Кубок України і бронзові нагороди чемпіонату. У наступному сезоні знову став бронзовим призером чемпіонату, але перед другим колом чемпіонату перейшов в карагандинський «Тулпар», якому терміново був потрібен воротар. Заради цього переходу Павло відмовився від участі у зборах збірної України перед чемпіонатом Європи у Італії. У двох останніх турах він був визнаний найкращим воротарем туру і разом з командою виграв срібні нагороди чемпіонату. Після цієї оренди повернувся у Запоріжжя. Догравав у командах «Київська Русь» і новоствореному одеському «Локомотиві».
Надалі грав у різноманітних змаганнях на регіональному рівні, а у 2011 році у складі одеської команди «Чорне море» виграв Кубок України з футзалу серед ветеранів 40 років і старше.

## Титули і досягнення
- Чемпіон України (2): 1997/1998, 2000/2001
- Срібний призер чемпіонату України: 2003/2004
- Бронзовий призер чемпіонату України (2): 2001/2002, 2002/2003
- Срібний призер чемпіонату Казахстану: 2002/2003
- Володар Кубка України (2): 1997/1998, 2001/2002
- Фіналіст Кубка України (2): 1998/1999, 2003/2004
- Увійшов до списку 18 найкращих гравців чемпіонату України (1): 2000/2001
- Увійшов до списку 15 найкращих гравців чемпіонату України (1): 2001/2002